# Hilde Zimmermann

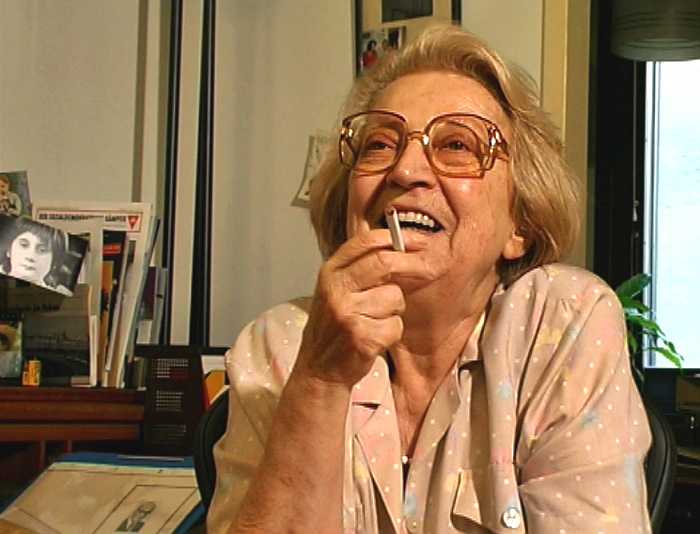
Hilde Zimmermann (1999) imagem retirada do documentário 'Dagegen muss ich etwas tun. Portrait der Widerstandskämpferin Hilde Zimmermann' (tradução livre: Preciso fazer alguma coisa a esse respeito! Retrato de Hilde Zimmermann, combatente da resistência), (2009) por Tina Leisch

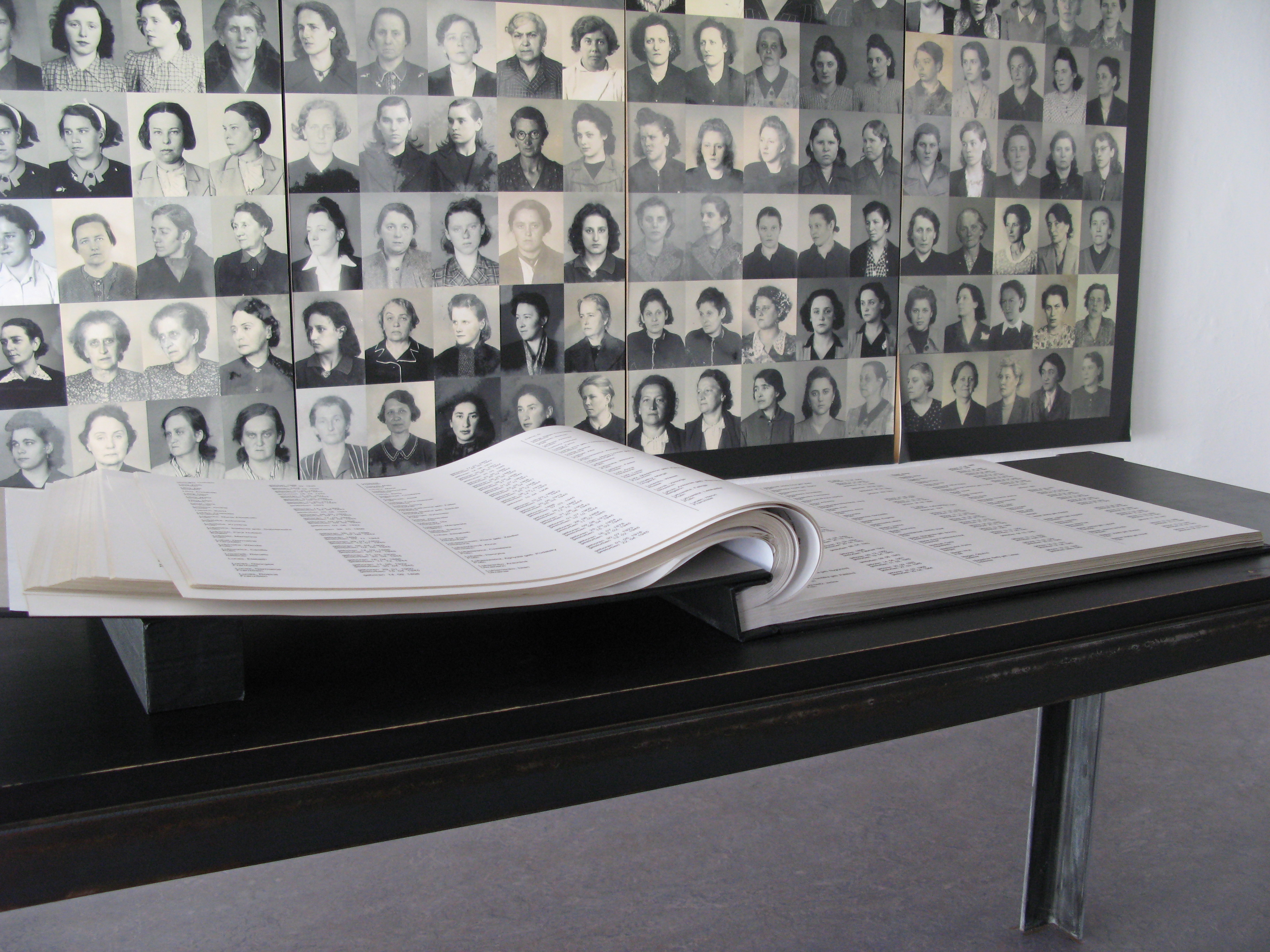
Sala de exposição no Memorial de Ravensbrück, com fotos e listas de nomes de ex-prisioneiras no Campo de Concentração de Ravensbrück(2008)

Hilde Zimmermann (Viena, 12 de setembro de 1920 – Viena, 25 de março de 2002) foi uma combatente da resistência contra o nazismo e ativista política austríaca. Ela sobreviveu à prisão no Campo de concentração de Ravensbrück e a uma marcha da morte. Após a Segunda Guerra Mundial, foi muito ativa em uma organização que buscava preservar a memória do Campo de concentração de Ravensbrück, a Österreichische Lagergemeinschaft Ravensbrück - ÖLGR (Associação Austríaca do Campo de Ravensbrück), da qual foi co-fundadora. Além disso, dedicou-se ao longo da vida a expor os crimes da era nazista. Comprometeu-se especialmente em repassar a memória do nazismo à próxima geração, apresentando-se, entre outros, como testemunha ocular nas escolas. Ela mesma se via como "perseguida", não como "vítima".

## Vida

### Infância e juventude
Hilde Wundsam nasceu numa família de trabalhadores e cresceu em condições pobres na Viena vermelha, como era chamada a capital austríaca quando sob a égide socialista. Aos quatro anos, mudou-se com seus pais e seu irmão mais novo, Othmar Wundsam ("Otto"), dois anos menor, para Floridsdorf, na região metropolitana de Viena. A princípio, vivia com sua família na casa de seus avós, que haviam adquirido um terreno barato para cultivo de subsistência. Mesmo quando seus pais conseguiram um apartamento numa Gemeindebau (habitação social subvencionada pelo estado) em Kagran, ela permaneceu com sua avó, indo juntar-se a eles e ao seu irmão só mais tarde.
Seus pais eram militantes social-democratas; sua mãe trabalhava no Departamento de Educação do antigo Partido Social-democrata dos Trabalhadores (SDAP, hoje Partido Social-Democrata da Áustria) e seu pai era um ferroviário e social-democrata igualmente convicto. Como disse Hilde Zimmermann numa entrevista, anos mais tarde, sua primeira recordação política remonta a 1927 - ao frenesi da sua família depois dos julgamentos no processo de Schattendorf, estopim para a revolução que se instaurou em julho daquele ano, culminando no incêndio do Palácio da Justiça de Viena. Foi então que ela percebeu a existência de diferentes pontos de vistas e de inequidades entre as pessoas. Daí em diante, permaneceu distante do ensino religioso; são desconhecidas suas motivações para tanto, porém. Ainda enquanto estudante, já havia desenvolvido consciência política por meio das discussões de seus pais; desde já, tinha uma inclinação para o pacifismo. “

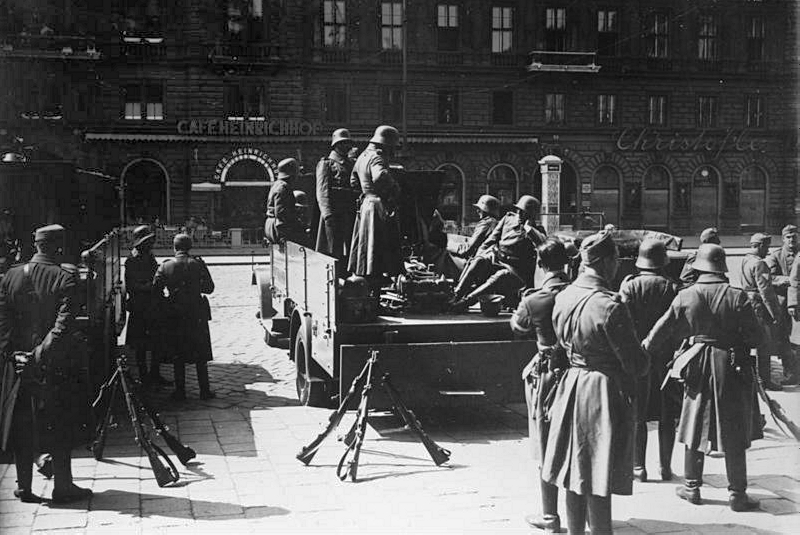
Soldados do Exército Federal durante as batalhas da Guerra Civil Austríaca, em fevereiro de 1934, em frente à Ópera Estatal de Viena

Em torno de 1930, começou a acompanhar com frequência a mãe em encontros políticos. Até 1934, Hilde passava um bocado de tempo nos Kinderfreunden e nos Rote Falken, grupos de jovens afiliados à esquerda. Também frequentou cursos profissionalizantes. Mais tarde, ela lembraria dos anos entre 1930 e 1934 como a época mais marcante e feliz de sua vida. Seus pais ficaram desempregados em 1934 e, em fevereiro daquele ano, se envolveram ativamente na Guerra Civil Austríaca entre o Partido Social-democrático Trabalhista, com sua Republikanischer Schutzbund (Liga de Defesa Republicana), e o Estado Federal Austríaco austrofascista, com o Exército Federal e a Guarda Interna. Seu pai esteve na Schutzbund, designado para ser técnico de emergência médica em Floridsdorf, ao passo que sua mãe tratava dos trabalhadores ferroviários feridos. As habitações sociais de Kagran, como as de vários outros lugares, foram bombardeadas por serem "fortalezas vermelhas", e a família teve confiscada uma grande parte de seus bens. Eventualmente, seus pais foram encarcerados; sua mãe, numa prisão, por dois meses, e seu pai, no campo de detenção de Wöllersdorf.
Aos 14 anos, ela e seu irmão, de doze, ficam sozinhos e são ajudados por ações internacionais de auxílio, como os Quaker  e o Socorro Vermelho. Essa ajuda muito impressionou Hilde que, mais tarde, lembrou-se com carinho do que chamava de "solidariedade internacional da classe operária". Ela própria ficou rapidamente detida pela primeira vez em 1935, mas foi solta sem maiores consequências.

### Primeiras experiênciais profissionais e universitárias
Seus pais se divorciaram em 1936. Hilde trabalhou como faxineira e fez um curso de serviços domésticos. Para conseguir um emprego mais facilmente, converteu-se à Igreja Veterocatólica. A partir do banimento dos Rote Falken em 1934, os jovens continuaram a se encontrar, agora sob a alcunha de Junguranier. Como outros jovens de seu ambiente social-democrata, Hilde simpatizava com o Partido Comunista da Áustria, que desde 1933 estava banido, mas permanecia ativo na clandestinidade, na luta contra o fascismo e no movimento contra o desemprego. Mais adiante, ela se filiou ao partido. Em 1936, Hilde foi presa junto com outros jovens devido ao seu envolvimento na elaboração de panfletos com mensagens comunistas; todos foram soltos, contudo, oito dias depois.

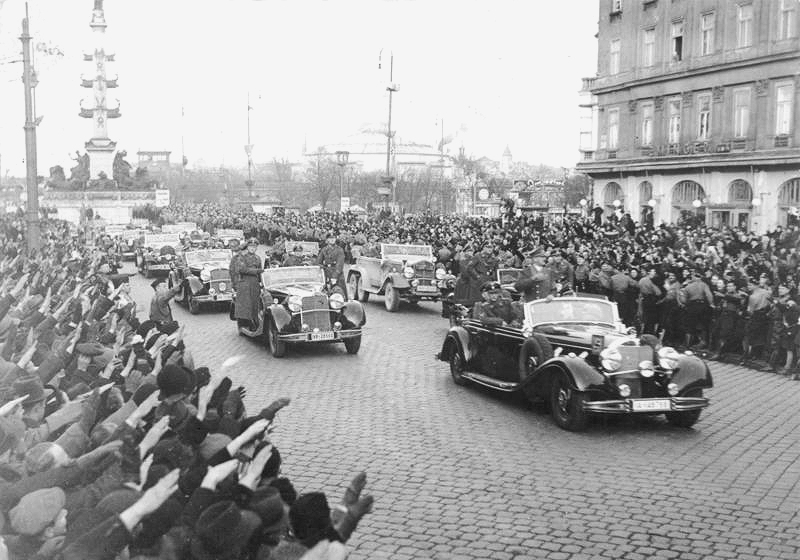
Comitiva de Hitler na Praterstern, em Viena, em 15 de Março de 1938, depois da tomada do poder pelos nazistas

Ela, então, aceitou um trabalho como babá na Hungria e, em 1938, voltou a Viena, onde viveu com sua mãe Anna, em Kagran, e desempenhou diversas atividades de escritório. Depois da Anschluss da Áustria ao III Reich Alemão em março de 1938, o austrofascismo foi substituído pelo nacional-socialismo. Foi presa em 1939 com seu irmão Othmar, depois que a polícia encontrou um panfleto comunista durante uma busca pela casa. Conforme acordado entre os irmãos, seu irmão de 17 anos assumiu a culpa, ficando em cárcere por nove meses; ela foi liberta depois de oito dias. Seu irmão voltou da prisão com pneumonia. Em 1941, começou a universidade, onde estudava escultura na Wiener Frauenakademie, que frequentou até sua prisão, em março de 1994. 1941 begann sie ein Studium der Bildhauerei an der Wiener Frauenakademie, das sie bis zu ihrer Verhaftung im März 1944 wahrnahm.

### Resistência contra o Nazismo
Desde o Anschluss (anexação da Áustria) e a ascensão ao poder pelo Nazismo, Hilde sentia o impulso de lutar contra o regime, mas, em virtude de seu período na prisão em 1939, decidiu agir com mais cautela. Através de conversas,  buscava influenciar outras pessoas, como, por exemplo, soldados em férias e colegas da Academia Feminina (de Viena), para incitá-los contra o nazismo. Durante a Segunda Guerra Mundial, seu irmão Othmar, após sua formação em curso técnico comercial em 1941, foi convocado pelo Wehrmacht (forças armadas do Terceiro Reich). Quando ele, em férias do front, relatou a Hilde os horrores da guerra e que "os alemães, quando capturam partisans, enforcam também as mulheres", ela disse: "Eu preciso fazer algo a respeito!".
Em uma festa de ano-novo em 1943, Hilde conheceu um militante clandestino que atuava na resistência organizada, a quem ela ofereceu ajuda. Este buscava esconderijo para um dos dois assim chamados agentes de paraquedas, que haviam chegado da União Soviética pela Inglaterra para apoiar e elaborar redes de resistência na Áustria. Hilde pediu auxílio à mãe, à amiga Pauline Hochmeister (Pauline Leibel após o casamento) e sua mãe Gisela Hochmeister: o pai de Pauline estava no front. As quatro mulheres, muito próximas umas das outras devido a suas convicções políticas e ao período em que foram vizinhas no distrito Kagran, assumiram a tarefa de abrigar os agentes em suas casas alternadamente. Hilde nunca soube quem era o seu contato no 3º distrito (Landstraße) de Viena e nem de quem era a casa onde estavam os agentes. O agente vindo da Alemanha, Josef Zettler (Sepp), ficou primeiramente na casa da família Hochmeister, no distrito de Stadlau, e depois com Hilde e a mãe. 
 Não se sabe quais atividades realizavam Josef Zettler e Albert Huttary, o agente designado para trabalhar com ele. A situação ficou complicada quando Zettler tentou fazer funcionar seu aparelho de radioamador para contatar aliados durante as operações. Por motivos técnicos (era necessário aterramento) e por causa do perigo de detecção pelos nazistas, esses contatos por rádio não eram possíveis na casa da família Wundsam. Assim, iniciou-se uma tentativa para colocar o rádio em funcionamento, durante a noite, no ateliê de escultura no distrito de Leopoldstadt, onde Hilde trabalhava e, portanto, tinha acesso à chave do lugar. Essa tentativa falhou, e Pauline Hochmeister levou o aparelho de rádio de volta em uma mala.

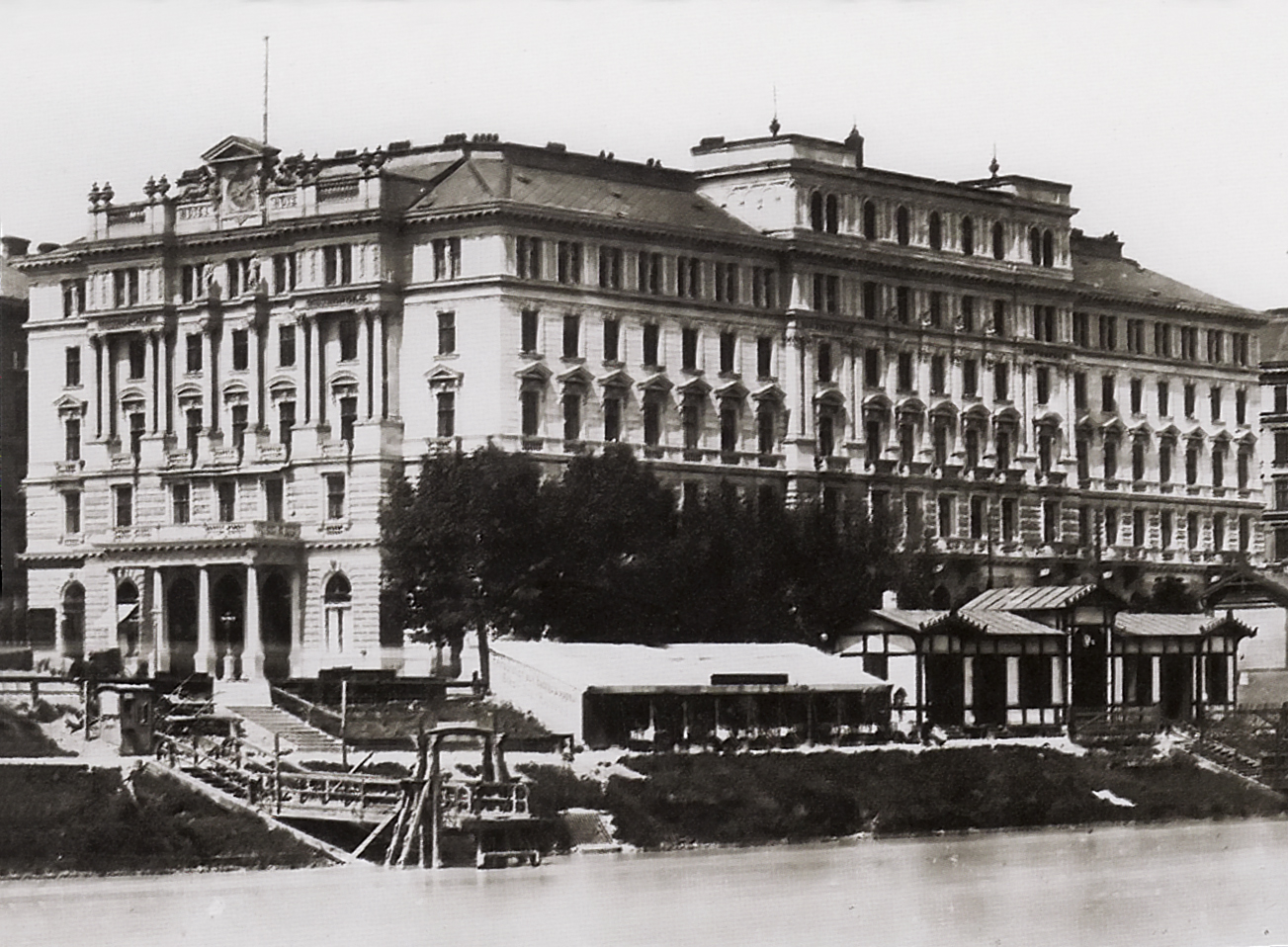
O antigo Hotel Metropol na Morzinplatz, sede da Gestapo entre 1938 e 1945, onde também ocorriam os interrogatórios

 Já era tarde demais quando as mulheres foram avisadas da presença de um informante. Todos os envolvidos foram presos em 30 de março de 1944. Foi preso também Othmar Wundsam, que estava de férias em casa e, por coincidência, era operador radiotécnico no Wehrmacht. Zettler, que estava na casa da família Wundsam, foi arrancado de sua cama pela polícia e tratado com brutalidade. Todos os envolvidos foram detidos pela Gestapo e na sequência interrogados várias vezes no quartel-general da polícia estadual de Viena, situado no antigo Hotel Metropol na Morzinplatz. As mulheres tentaram minimizar suas ações com uma história combinada de antemão, porém logo precisaram reconhecer que a Gestapo já estava no seu encalço há muito tempo e já sabia a respeito dos agentes e sua missão. Assim, foram presos em Viena, no mesmo dia, juntamente com Zettler, o agente Albert Huttary e seus apoiadores. Zettler e Huttary sofreram maus tratos e ameaças, sendo forçados a estabelecer contatos por rádio com outros agentes do grupo, numa armadilha montada pela polícia. As mulheres foram poupadas amplamente do uso da violência por parte da Gestapo vienense.
Como revelaram investigações posteriores, a Gestapo já estava informada anteriormente a respeito de mais agentes que estavam por chegar. Os primeiros desses agentes tinham sido capturados e tinham revelado, sob tortura severa, muitos outros nomes e os códigos de rádio. Apenas sob jurisdição do quartel-general da Gestapo de Viena se tem registro, de 1942 a 1945, de cerca de 100 prisões de agentes e cerca de 500 outras de provedores de alojamento e ajudantes.

### Prisioneira no campo de concentração

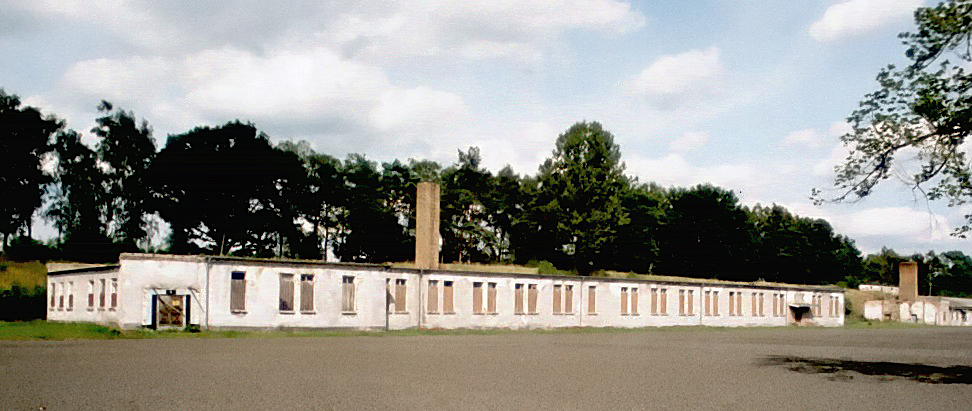
Alojamento no antigo Campo de Concentração para mulheres de Ravensbrück (situação em 2005)

As quatro mulheres, Hilde e Anna Wundsam, junto com Pauline e Gisela Hochmeister, após vários meses aprisionadas pela Gestapo, foram enviadas ao Campo de concentração de Ravensbrück, que se encontrava a cerca de 90 km ao norte de Berlim, nas proximidades de Fürstenberg/Haven.
Hilde lá chegou com sua mãe na segunda metade de agosto de 1944. No decorrer do ano de 1944 chegaram ainda a Ravensbrück milhares de prisioneiras vindas de prisões evacuadas na França ocupada e dos campos de concentração desocupados no leste do Reich, tornando catastróficas as condições de vida, que já eram desumanas nos alojamentos superlotados. Como prisioneiras políticas, as quatro mulheres receberam apoio de companheiras de Viena e, através de sua intermediação, conseguiram trabalhos nos serviços internos, como no escritório, no setor financeiro e no almoxarifado. 
 Hilde e sua amiga Pauline Hochmeister se integraram ao grupo de canto austro-alemão de Ravensbrück. Cantar só era permitido durante as horas livres nos alojamentos. Fora dessas condições, era proibido. Nos trabalhos forçados, que muitas das prisioneiras eram obrigadas a executar, dependendo do arbítrio dos guardas da SS, "o canto podia ser tanto obrigatório quanto proibido. Via de regra, por exemplo na fábrica, era proibido cantar e falar." Cantar ajudava Hilde a preservar a sua humanidade em um ambiente extremamente duro; era para ela como "lavar a alma". 

No final de 1944, ela ficou muito doente e foi transferida por algum tempo para a enfermaria.
Visto que, devido ao avanço do Exército Vermelho, o front se aproximava cada vez mais do campo de concentração, em abril de 1945, este foi evacuado pela SS, a partir do dia 27 de abril, e as prisioneiras foram levadas a uma marcha da morte. Hilde e suas amigas foram obrigadas a deixar o campo e participar da marcha da morte no dia 28 de abril de 1945. Na primeira oportunidade, conseguiram fugir para a floresta. Após dois dias vagando perdidas pela floresta, elas retornaram, no dia 1º de maio, ao campo, que havia sido libertado pelo Exército Vermelho. Como Anna Wundsam contraiu a febre tifoide, não pôde voltar imediatamente para casa. Depois que os soviéticos requisitaram o antigo campo de concentração para seus próprios fins, Hilde e outras mulheres, organizaram, com muita dificuldade, um serviço de ambulância, que, através de um desvio por Berlim, finalmente chegou a Viena em julho de 1945.

### Pós-guerra
Hilde retornou à Viena e viveu durante alguns anos em uma casa com seu irmão Othmar e algumas amigas - todos sobreviventes de campos de concentração. Logo ela teve de reconhecer que os ideais de uma sociedade aberta, solidária e justa, como era defendido em sua época nos Rote Falken, não eram possíveis. Já havia um novo governo e também forças de ocupação. As pessoas estavam ocupadas com a reconstrução e não queriam saber de uma elaboração do passado nazista (v. Links) , ao invés disso, queriam reprimi-lo. Hilde não desistiu de suas ideias sociopolíticas e de suas esperanças e dedicou-se ao Partido Comunista da Áustria (KPÖ), principalmente à organização da juventude. Entre outras coisas, até 1953, ela distribuía, todos os domingos, o jornal do partido, participava da organização dos Jogos Acadêmicos de Inverno e também envolvia-se ativamente nos Jogos Mundiais da Juventude.
Desde seu retorno, Hilde participou ativamente da Associação de Ex-Prisioneiros de Campos de Concentração, em Stubenring, Viena. Em 1947 foi co-fundadora da Associação Austríaca de Ravensbrück (ÖLGR), no qual atuou durante toda a sua vida. No final da década de 50, quando o Memorial Nacional de Ravensbrück foi considerado como um dos três memoriais nacionais de campos de concentração da antiga Alemanha Oriental, Hilde dedicou-se ao comitê preparatório austríaco. Além do memorial, foi criado um museu no antigo campo de concentração onde cada grupo nacional de prisioneiras deveria criar uma cela do antigo alojamento, de acordo com suas próprias concepções. O comitê austríaco elaborou em conjunto com a arquiteta Margarete Schütte-Lihotzky, de Viena, que também havia sido perseguida e presa durante a era nazista, um modelo para o projeto do museu.
Confrontada com as memórias e sentimentos no local do horror, Hilde sofreu um esgotamento físico durante a abertura da exposição, no outono de 1959 e teve de ser levada para o hospital em Berlim Oriental.
Em 1960, as mulheres da Associação Austríaca organizaram uma exposição itinerante sobre o Campo de Concentração de Ravensbrück, Hilde assumiu a liderança do projeto. A exposição foi inaugurada e exibida pela primeira vez em Viena e foi visitada, entre outros, por um total de 75 escolas de ensino médio de Viena, no âmbito do ensino de história. Depois disso a exposição foi vista, durante cinco anos, em muitas cidades da Áustria sempre acompanhada pelas mulheres da comunidade do campo, inclusive Hilde Zimmermann. A partir daí, as mulheres de Ravensbrück passaram a apresentar-se nas escolas como testemunhas oculares dos campos de concentração.

### Casamento e família
Em uma manifestação da Juventude Comunista Hilde conheceu seu futuro marido, o austríaco Harry Zimmermann. Ele ficou exilado durante a guerra, até 1944 na Bélgica e se passou por iugoslavo na França. Em seguida, foi repatriado à Iugoslávia onde se aliou aos Partisans.
Hilde casou-se nos anos 50 com Harry Zimmermann, depois que ele completou seus exames de doutorado e adotou seu sobrenome. Ela tentou continuar sua formação artística, que fora interrompida bruscamente pela prisão em 1944, e frequentou a Academia de Artes Aplicadas de Viena, mas não se sentia bem no círculo de estudantes muito mais jovens.
Quando ficou grávida, Hilde Zimmermann abandonou a Academia e dedicou os próximos anos à casa e à família. O casal teve dois filhos e uma filha. Quando os filhos estavam maiores, Hilde trabalhou por dez anos como designer de óculos, entre seus clientes estavam Dior, Viena line e a marca de óculos e relógios Carrera e nos últimos dois anos também um fabricante de óculos italiano. Paralelamente ela continuou se dedicando à escultura e trabalhou em um atelier particular.
Após a seqüência de acontecimentos na Tchecoslováquia, em 1968, como a invasão das tropas do Pacto de  Varsóvia e a repressão da Primavera de Praga, Hilde Zimmermann acabou distanciando-se e deixando o Partido Comunista. Contudo, como ela mesma declarou, manteve sua "atitude solidária" (no sentido de objetivos sociopolíticos do KPÖ). Ela e seu marido nunca esconderam as experiências do período nazista das crianças, falando  abertamente sobre o assunto. Muitos de seus amigos eram sobreviventes de campos de concentração ou repatriados judeus do exílio e tinham sofrido destino semelhante. Entre outras coisas, Hilde e Harry Zimmermann levavam seus filhos a manifestações regularmente, como, por exemplo, comícios de Primeiro de Maio, e os educaram para que tivessem uma visão crítica do mundo.

## Anos posteriores
Hilde Zimmermann e Anna Wundsam mantiveram-se ativas nos anos posteriores da vida especialmente na Associação Austríaca do Campo de Ravensbrück (ÖLGR), registrada desde 1958. Desde sua fundação em 1947, as integrantes da associação na região de Viena se encontravam na segunda terça-feira de todo mês, no começo em salas de reunião de diversos cafés em Viena. A partir de 1984 os encontros passaram a ocorrer nas salas da KZ-Verband (Associação dos Ex-prisioneiros de campos de concentração). Entre outras atividades, Hilde frequentemente visitava escolas e centros da juventude pela ÖLGR e falava sobre o tempo do nazismo e sobre suas vivências. Em 1988, Hilde declarou ser uma motivação sua falar a jovens sobre essa época:

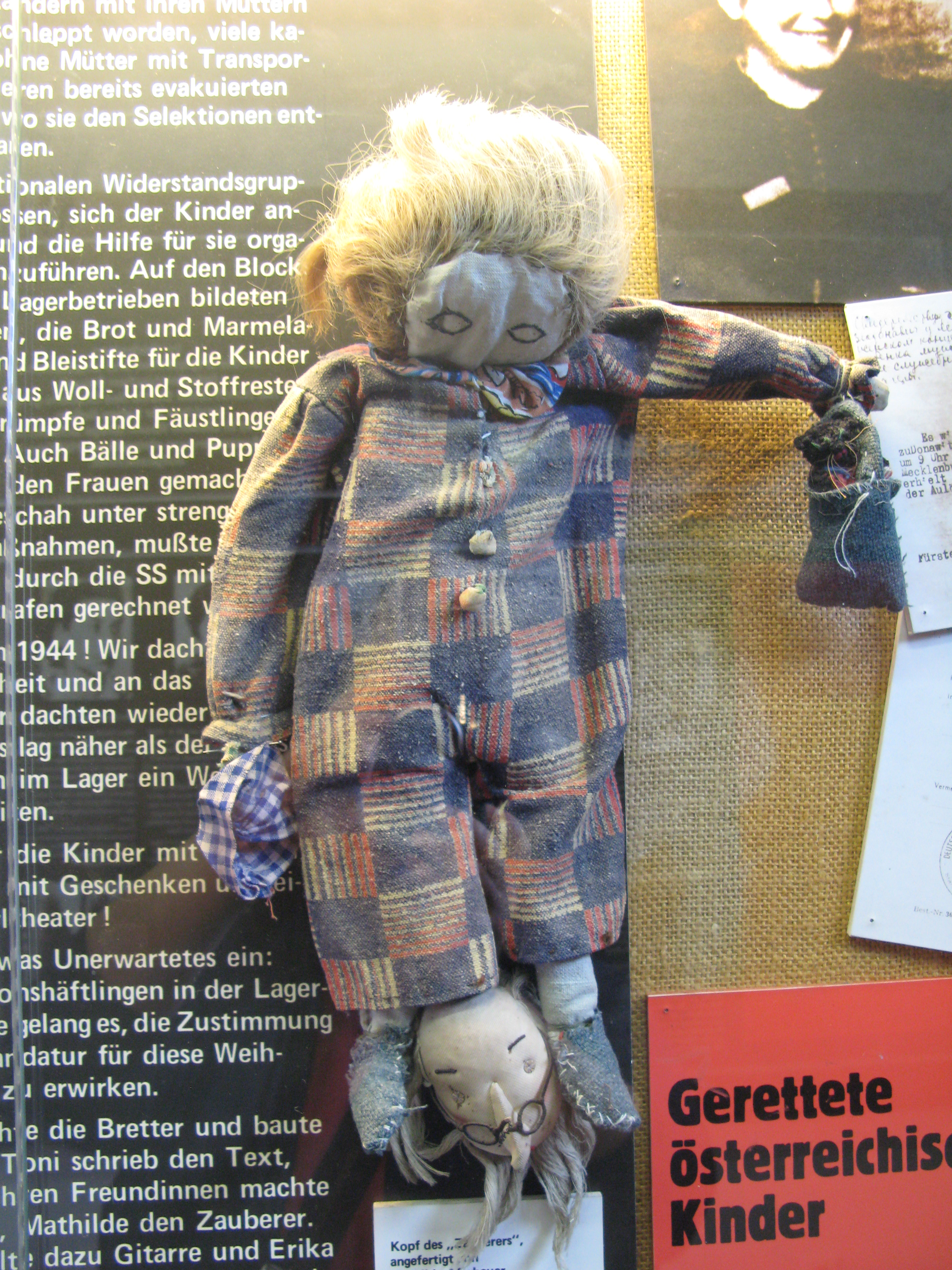
Detalhe da Sala Memorial da Áustria, organizada sob orientação de Hilde Zimmermann, no Memorial de Ravensbrück (boneco confeccionado no campo de concentração para as crianças lá presas) (2008)

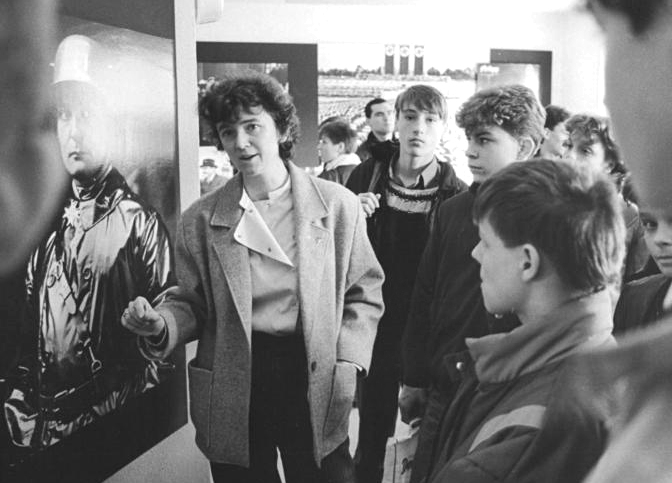
Visita guiada de jovens pelo Memorial Nacional de Ravensbrück, na Alemanha Oriental (1988)

“No campo, eu me fiz uma promessa: ‘Não desviar o olhar! Os lá de fora têm de saber!’ Eu tive a sorte de sobreviver, e portanto tenho o compromisso de passar adiante o que eu vi e vivenciei”
-Hilde Zimmerman. Citado de: Robert Streibel: Das Überleben verpflichtet. ZeitzeugenandenSchulen. WienerZeitung, 4 de março de 1988
Em 1985, parte do museu no Memorial de Ravensbrück foi destruído, de modo que foi necessária uma restauração da Sala Memorial da Áustria, feita em memória às prisioneiras austríacas do campo de concentração. Hilde organizou novamente o grupo de trabalho das integrantes da ÖLGR, enquanto a configuração gráfica ficou a cargo do arquiteto Prof. Ernst Fuhrherr. No outono de 1986 foi aberta a Sala Memorial restaurada, na qual a concepção da exposição original foi grandemente mantida. Ela está até hoje aberta a visitas sob a mesma configuração no Memorial de Ravensbrück.
Após a atuação de Hilde em escolas como testemunha de eventos históricos tornar-se conhecida publicamente por reportagens na mídia, no fim dos anos de 1980 suas vivências pessoais foram incluídas em dois conjuntos de ensaios que se ocupavam com temas da história recente (v. Publicações). Nos anos de 1990 ela convidou jovens mulheres a colaborar junto à Associação do Campo de Concentração. Assim, a ÖLGR passou a acolher como integrantes, a partir de 1995, mulheres da geração seguinte que daí em diante apoiaram a sociedade na aplicação de suas metas.
Formou-se o grupo do projeto Caminhos para Ravensbrück(Wege nach Ravensbrück), formado por estudantes universitárias de história, sociologia, etnologia, estudos judaicos e ciências políticas que trabalharam por diversos projetos, com o apoio das sociólogas e cientistas políticas Helga Amesberger e Brigitte Halbmayr, do Instituto pela Pesquisa em Conflito de Viena, bem como da historiadora e etnóloga Brigitte Fuchs. Entre outros projetos, em 1999 foram apresentados filmes e documentários raramente exibidos sobre mulheres insurgentes e em campos de concentração em uma mostra em Viena e em Linz. Em um projeto de vídeo, diversas mulheres testemunhas foram entrevistadas e diversos filmes foram produzidos, nos quais tanto as integrantes da Associação do Campo de Concentração de Ravensbrück como também Hilde participaram. Em 1998/99, em colaboração com a ÖLGR, surgiu a (nova) exposição itinerante Caminhos para Ravensbrück, que contou novamente com o apoio de Hilde Zimmermann. A exposição foi exibida em Viena pela primeira vez em 1999, e a seguir fez um circuito de um ano por toda Áustria.
No fim dos anos 1990/começo dos anos 2000, as histórias de vida de 42 sobreviventes austríacos - dentre elas a de Hilde Zimmermann – foram registradas, analisadas e documentadas em uma pesquisa longitudinal de história oral realizada por Amesberger e Halbmayr. Em 1999, Halbmayr conduziu várias entrevistas com Hilde que foram publicadas e analisadas junto com outras biografias selecionadas no estudo científico Vom Leben und Überleben – Wege nach Ravensbrück (Sobre a vida e a sobrevida – caminhos para Ravensbrück) realizado em conjunto por Halbmayr e Amesberger. O trabalho foi publicado em dois volumes em 2001, pela editora Wiener Promedia na sua Edition Spuren (ver Bibliografia). As entrevistas com Hilde conduzidas por Halbmayr foram registradas em vídeo digital e pertencem ao arquivo do Video Archiv Ravensbrück (v. Links).
Hilde Zimmermann morreu aos 81 anos em Viena, e foi enterrada no cemitério central de Stammesdorf.

### Legado
Após um intensivo processo de discussão dentro da ÖLGR, em 2005, decidiu-se pela entrega das funções da associação às gerações mais novas, e mudou-se o nome para Associação Austríaca do Campo de Concentração de Ravensbrück e amigos; com isso, a troca de gerações iniciada em parte por Hilde Zimmermann foi levada a cabo.
A apresentação da exposição itinerante Caminhos para Ravensbrück, de 1998/99,sucedida em diversos lugares de toda a Áustria, na produção da qual Hilde colaborou, e a qual acompanhou em parte, foi encerrada em 2003. A exposição foi exibida em uma nova edição atualizada em Viena, em 2006, e no Memorial de Ravensbrück, em 2007/08, na Alemanha, e depois foi desmontada. Desde então, uma versão online da antiga exposição fica à disposição na internet (v. Links).
Halbmayr publicou no Anuário de 2009 do Arquivo de Documentação da Resistência Austríaca seu artigo “Era óbvio que nós havíamos ajudado” Os agentes de paraquedas Albert Huttary e Josef Zettler e seus/suas apoiadores/as. No artigo, Halbmayr descreve paralelamente à queda de Huttary a queda de Zettler com suas apoiadoras Hilde Zimmermann e Anna Wundsam, como também Pauline e Gisela Hochmeister como modelo “ao mesmo tempo exemplar e inimitável” para a resistência e pelos presos de campos de concentração de mulheres austríacas durante a época do nazismo (v. Bibliografia)
Em 2009, a diretora de teatro e jornalista Tina Leisch, que vive na Áustria, retratou em seu filme Dagegen muss ich etwas tun den „Weg der politischen Aktivistin und Widerstandskämpferin Hilde Zimmermann" (tradução livre: Preciso fazer algo a esse respeito! O “caminho da ativista política e lutadora da resistência Hilde Zimmermann”). Para isso, Leisch recorreu a entrevistas com Hilde junto com memórias de correligionários e companheiras, e assim reproduziu uma “biografia fílmica da idealista”. . As entrevistas com Hilde usadas por Tina Leisch são parte do projeto Video-arquivo Ravensbrück; foram conduzidas por Halbmayr no contexto do projeto Caminhos para Ravensbrück. Vencedora do prêmio Nestroy de teatro, Tina Leisch teve seu filme reproduzido, entre outras ocasiões, em uma matinê em 2009 no Filmhaus am Spittelberg, casa de cinema de Viena, e ele teve sua estreia na Áustria em abril de 2010.

## Citações

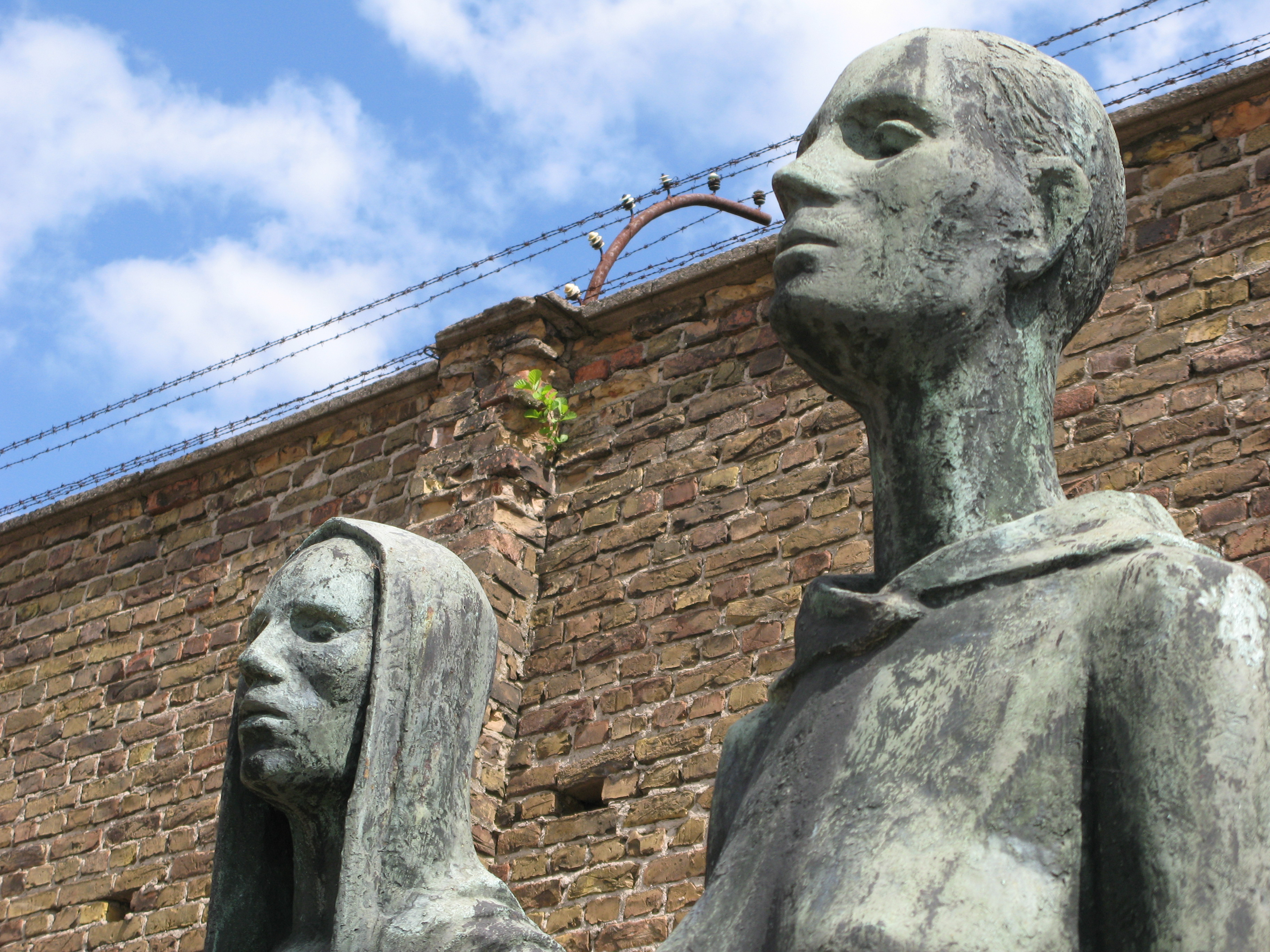
Esculturas em bronze, criadas por Will Lammert em 1959, diante do antigo muro do campo de concentração, no Memorial de Ravensbrück (foto tirada em 2008)

“De todas as atrocidades que os bárbaros nazistas tinham maquinado, esta abominação ainda sequer penetrou propriamente na consciência: o medo das mulheres, do amor.
As mulheres não eram apenas lutadoras de resistência política, eram mulheres que amavam: amavam homens que, pelas leis de Nürnberg, era proibido amar. Amavam homens que haviam sido raptados, que trabalhavam em fazendas e vilarejos. Mulheres e mães que amavam seus homens e filhos e os escondiam da guerra. Mulheres que davam pão a presos e tinham piedade – foi para todas essas mulheres que se erigiu o campo de concentração feminino.”
```
- Hilde Zimmermann, Viena, 1998
[
16
]
```

“Queremos intervir, para que Ravensbrück se torne um lugar de pesquisa e de encontro, que o lugar do cinza seja convertido num lugar do saber, do entendimento e da amizade.”
```
- Hilde Zimmermann, Viena, 1998
[
16
]
```

## Publicações (seleção)
- Sich die Menschenwürde nicht nehmen lassen. In: Monika Horsky (Hrsg.): Man muss darüber reden. Schüler fragen KZ-Häftlinge. Ephelant-Verlag, Wien 1988 (= Bd. 2 von Dokumente, Berichte, Analysen), ISBN 3-900766-01-0, S. 183–207. (Erlebnisbericht).
- Wie auf Eis gelegt. In: Karin Berger (Hrsg.): Ich geb Dir einen Mantel, dass Du ihn noch in Freiheit tragen kannst. Widerstehen im KZ. Österreichische Frauen erzählen. Promedia Verlag, Wien 1987 (= Edition Spuren), ISBN 3-900478-20-1, S. 17ff.

## Mídia

### Documentário
- Dagegen muss ich etwas tun. Portrait der Widerstandskämpferin Hilde Zimmermann. Documentário de Tina Leisch, Áustria, 2010, Duração: 90 Minutos, Distribuição: Sixpack Film.[6] (Filmtrailer Online - Videostream em: www.erinnern.at → Filmempfehlungen: Dagegen muss ich etwas tun) (alemão)